# Allyltrichlorsilan
Allyltrichlorsilan ist eine chemische Verbindung aus der Gruppe der Silane.

## Gewinnung und Darstellung
Allyltrichlorsilan wird üblicherweise aus Allylchlorid, Trichlorsilan, Kupfer(I)-chlorid und Diisopropylethylamin (oder Triethylamin) in Diethylether bei 20 °C oder aus Allylchlorid und Kupfersiliziumpulver bei 250 °C hergestellt. Andere Methoden umfassen die Reaktion von Allylchlorid mit Tetrachlorsilan in Gegenwart von Kupfer(I)-chlorid und Triethylamin oder in Gegenwart von Nickelocen und Hexamethylphosphoramid bei 90 °C, die Flash-Pyrolyse von Allylchlorid mit Si2Cl2 in Chlorbenzol bei 500 °C, die Reaktion von Allylmagnesiumbromid mit Trichlorsilan, die Kopplung von Allenen mit Trichlorsilan, katalysiert durch (Ph3P)4Pd (120 °C, 5 h), und die Eliminierung von HCl aus 3-Chlorpropyltrichlorsilan, z. B. mit Chinolin als Base.

## Eigenschaften
Allyltrichlorsilan ist eine farblose Flüssigkeit mit stechendem Geruch, die mit Wasser reagiert. Sie polymerisiert leicht.

## Verwendung
Allyltrichlorsilan wird zur Herstellung von Silikonen und Glasfaserfinishs verwendet.